# Pera androgyna
Pera androgyna là một loài thực vật có hoa trong họ Peraceae. Loài này được Rizzini mô tả khoa học đầu tiên năm 1972.